# Pierre Ducasse
Pierre Ducasse (Burdeos, Francia, 7 de mayo de 1987) es un futbolista francés. Juega de centrocampista y su equipo actual es el Lège-Cap-Ferret  de Burdeos, Francia.
Pierre Ducasse ha jugado toda la vida en el equipo de su ciudad natal, el Girondins de Burdeos. Empezó en las categorías inferiores hasta que, en 2005, pasó a formar parte de la primera plantilla del club. Debutó en la Ligue 1 el 30 de julio, en la primera jornada de liga, en el partido Olympique de Marsella 0-2 Girondins, en el que Pierre Ducasse marcó el segundo gol para su equipo en el minuto 87.
En la temporada siguiente se proclamó campeón de la Copa de la Liga, al imponerse en la final al Olympique de Lyon por un gol a cero. En 2008 conquistó otro título, la Supercopa de Francia.

## Selección nacional
Todavía no ha debutado con la selección absoluta, aunque sí con las categorías inferiores.
Con la selección sub-17 se proclamó campeón en 2004 del Campeonato Europeo Sub-17 de la UEFA, al imponerse en la final a España por dos goles a uno.

## Clubes
| Club                    | País    | Año         |
| ----------------------- | ------- | ----------- |
| FC Girondins de Burdeos | Francia | 2005 - 2009 |
| FC Lorient (cedido)     | Francia | 2009        |
| FC Girondins de Burdeos | Francia | 2009 - 2011 |
| RC Lens                 | Francia | 2011 - 2014 |
| US Boulogne             | Francia | 2015 - 2017 |
| Stade Bordelais         | Francia | 2017 - 2020 |
| Lège-Cap-Ferret         | Francia | 2020 -      |

## Títulos
- 1 Campeonato Europeo Sub-17 de la UEFA (Selección francesa sub-17, 2004)
- 1 Copa de la Liga de Francia (Girondins de Burdeos, 2007)
- 1 Supercopa de Francia (Girondins de Burdeos, 2008)